# Ernst Nolte
Ernst Nolte, född 11 januari 1923 i Witten i provinsen Westfalen, död 18 augusti 2016 i Berlin, var en tysk historiker och filosof vars arbeten gett upphov till stora kontroverser. De arbeten som gjort honom mest känd är hans komparativa studier av fascism och kommunism. 

## Böcker
I boken Der Faschismus in seiner Epoche (1963) argumenterade Nolte för att fascismen uppstod som en reaktion mot det moderna samhället. Det var således en antirörelse. Den var antiliberal, antikommunistisk, antikapitalistisk och antiborgerlig. Nolte menade också, i Hegels anda, att Action Française var tesen, den italienska fascismen var antitesen och att den tyska nationalsocialismen var syntesen av de två tidigare fascistiska rörelserna. 
I De fascistiska rörelserna (utgiven 1966 i original under titeln Die Faschistischen Bewegungen) beskriver han den europeiska fascismens uppkomst som en reaktion mot den ryska revolutionen. Han beskriver där hur fascismens framgång möjliggjordes av motståndets tvekan och det liberala systemets rädsla för bolsjevismen som försenade den antifascistiska fronten.